# Freizeit Spass
Die Freizeit Spass ist eine deutsche Publikumszeitschrift. Sie wurde 2004 laut Frankfurter Allgemeine Zeitung von Hubert Burda Media aufgelegt als Reaktion auf die Ankündigung des Bauer Media Group, eine neue Zeitschrift namens „Freizeitwoche“ herauszugeben.
Die Boulevardzeitschrift setzt ihre Themenschwerpunkte auf die Bereiche Prominente, Gesundheit und Unterhaltung. Freizeit Spass hat eine verbreitete Auflage von 178.910 Exemplaren und eine verkaufte Auflage von 178.735 Exemplaren (laut IVW 4/2024). Laut Verlag ist Freizeit Spass der auflagenwirtschaftlichste Titel aller Entertainment Weeklies (TAP = 20,76 € IVW IV/14). Eine Ausgabe kostet 1,09 Euro (2021).
Die Zielgruppe der Zeitschrift sind Frauen ab 50 Jahre, allerdings sind 30 Prozent der Leser Männer.

## Rubriken
Der Inhalt der Zeitschrift besteht vor allem aus
- Geschichten über Prominente,
- Reportagen und Serviceseiten zu den Themen Gesundheit, Wellness, Mode, Beruf, Geld und Recht, u. a.
- Reiseberichterstattung und
- Rätsel.